# Alfred Kennerley

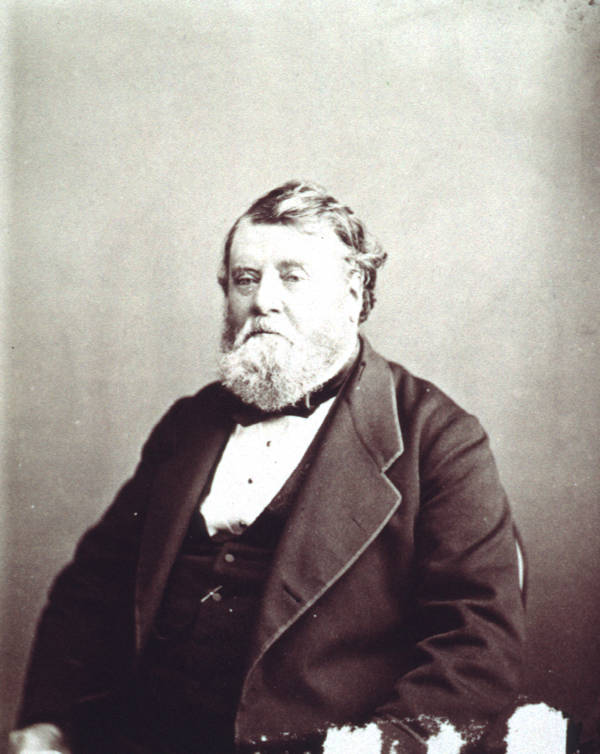
Alfred Kennerley (Fotografie von John Watt Beattie).

Alfred Kennerley (* 10. Oktober 1810 (nach anderen Angaben: 1811) in Islington, London; † 15. November 1897 in Hobart, Tasmanien) war ein australischer Politiker, der unter anderem zwischen 1873 und 1876 Premierminister von Tasmanien war.

## Leben
Alfred Kennerley wanderte als junger Mann nach New South Wales aus, kehrte nach England zurück und wanderte später mit seiner Ehefrau wieder nach New South Wales aus, ehe er sich im Juni 1857 in Hobart niederließ. Er war als Viehzüchter tätig und wurde 1860 Mitglied des Stadtrates von Hobart sowie als Nachfolger von Henry Cook zwischen 1862 und seiner Ablösung durch Robert Walker 1863 erstmals Bürgermeister von Hobart. Am 15. Juni 1865 wurde er Mitglied des Tasmanischen Legislativrates (Tasmanian Legislative Council) und vertrat in diesem bis zu seinem Rücktritt am 16. Juli 1877 den Wahlkreis „Hobart“. Als Nachfolger von Thomas Smart war er zwischen 1871 und 1872 für zwei weitere Amtsperioden Bürgermeister von Hobart, ehe 1873 George Crisp neuer Bürgermeister wurde.
Kennerley übernahm am 4. August 1873 von Frederick Innes den Posten als Premierminister von Tasmanien und bekleidete dieses Amt bis zu seiner Ablösung durch Thomas Reibey am 20. Juli 1876. Er engagierte sich auch im sozialen Bereich und war Gründer des Jungenheims Kennerley Boys Home. Seine Ehe mit Jane Rouse (1809–1877), deren Vater, der Siedler Richard Rouse (1774–1852) Gebäude wie das Rouse Hill House in Blacktown und als Colonial superintendent of works Krankenhaus sowie das Old Government House in Parramatta errichten ließ, blieb kinderlos.